# 圣马丁拉帕吕
圣马丹拉帕吕（法語：Saint Martin la Pallu，法語發音：[sɛ̃ maʁtɛ̃ la paly]）是法国新阿基坦大区维埃纳省的一个市镇，位于该省中部偏西北，属于普瓦捷区。

## 历史
圣马丹拉帕吕成立于2017年1月1日，由以下4个市镇合并而成：
- 布拉莱（Blaslay）
- 沙赖
- 舍讷谢（Cheneché）
- 普瓦图地区旺德夫尔（Vendeuvre-du-Poitou）

其中普瓦图地区旺德夫尔为政府驻地。
2019年，市镇瓦雷讷并入圣马丹拉帕吕。

## 地理
圣马丹拉帕吕（46°44'11"N, 0°18'37"E）面积93.87 平方千米，位于法国新阿基坦大区维埃纳省，该省份为法国中西部省份，北起曼恩-卢瓦尔省和安德尔-卢瓦尔省，西接德塞夫勒省，南至夏朗德省，东南接上维埃纳省，东临安德尔省。
与圣马丹拉帕吕接壤的市镇（或旧市镇、城区）包括：蒂拉若、沙布尔奈、若奈-马里尼、尚皮尼昂罗什罗、昂贝尔、米尔博。
圣马丹拉帕吕的时区为UTC+01:00、UTC+02:00（夏令时）。

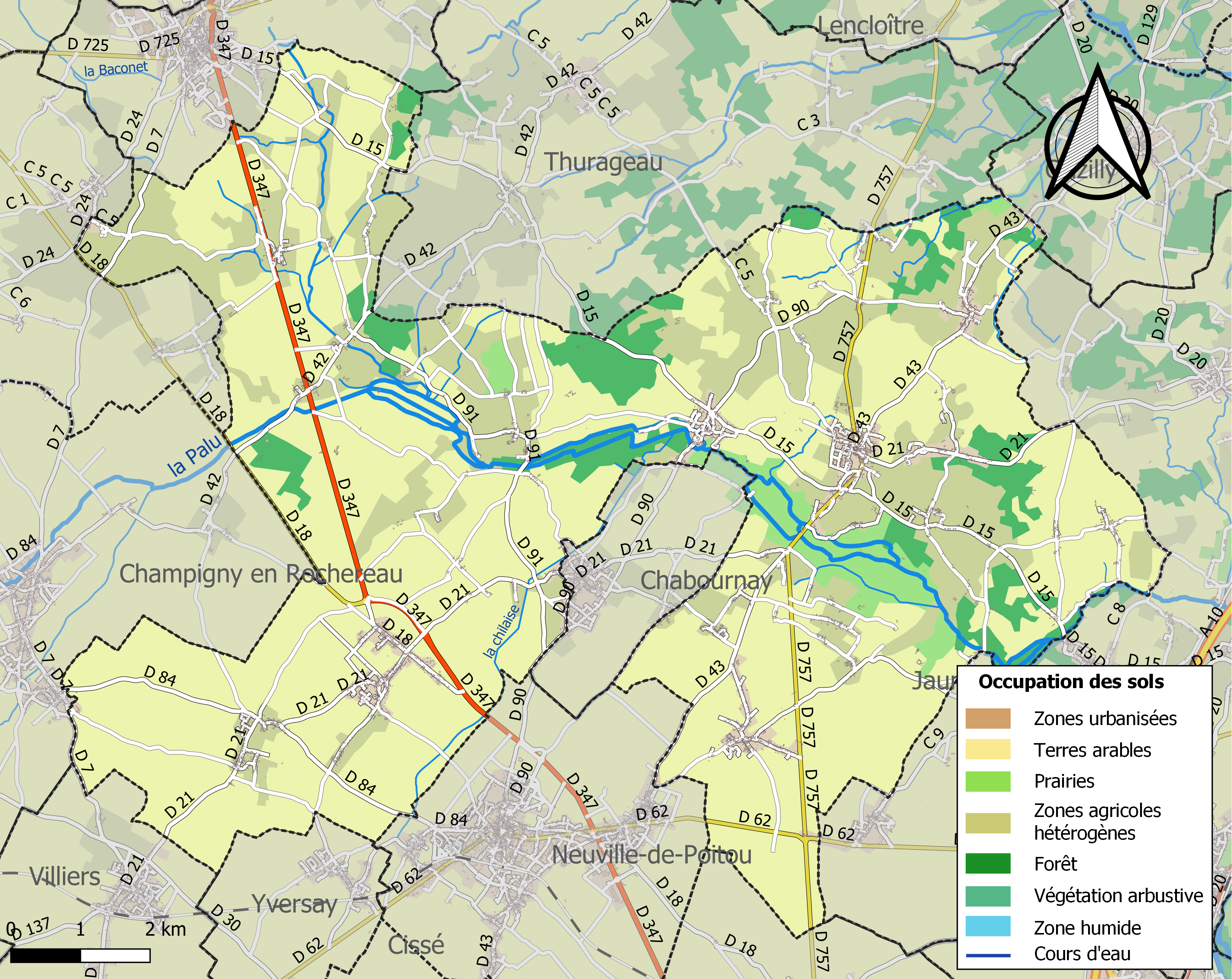
圣马丹拉帕吕的OSM定位图

## 行政
圣马丹拉帕吕的邮政编码为86380，INSEE市镇编码为86281。

## 政治
圣马丹拉帕吕所属的省级选区为若奈-马里尼县。

## 人口
圣马丹拉帕吕于2022年1月1日时的人口数量为5663人。